# Episodi di The Rough Riders (serie televisiva)
La prima e unica stagione della serie televisiva The Rough Riders venne trasmessa negli Stati Uniti d'America dal 2 ottobre 1958 al 16 luglio 1959 dalla ABC.
| nº | Titolo originale                          | Prima TV USA     |
| -- | ----------------------------------------- | ---------------- |
| 1  | The Murderous Sutton Gang                 | 2 ottobre 1958   |
| 2  | Breakout                                  | 9 ottobre 1958   |
| 3  | The Maccabites                            | 16 ottobre 1958  |
| 4  | The Duelists                              | 23 ottobre 1958  |
| 5  | The Imposters                             | 30 ottobre 1958  |
| 6  | The Governor                              | 6 novembre 1958  |
| 7  | Blood Feud                                | 13 novembre 1958 |
| 8  | The Nightbinders                          | 20 novembre 1958 |
| 9  | Shadow of the Past                        | 27 novembre 1958 |
| 10 | Killers at Chocktaw Valley                | 4 dicembre 1958  |
| 11 | The Counterfeiters                        | 11 dicembre 1958 |
| 12 | Strand of Wire                            | 18 dicembre 1958 |
| 13 | The Electioners                           | 1º gennaio 1959  |
| 14 | The Scavengers                            | 8 gennaio 1959   |
| 15 | An Eye For an Eye                         | 15 gennaio 1959  |
| 16 | Double Cross                              | 22 gennaio 1959  |
| 17 | Wilderness Trace                          | 29 gennaio 1959  |
| 18 | The Plot to Assassinate President Johnson | 5 febbraio 1959  |
| 19 | The End of Nowhere                        | 12 febbraio 1959 |
| 20 | A Matter of Instinct                      | 19 febbraio 1959 |
| 21 | Witness Against the Judge                 | 26 febbraio 1959 |
| 22 | End of Track                              | 5 marzo 1959     |
| 23 | Death Sentence                            | 12 marzo 1959    |
| 24 | The Double Dealers                        | 19 marzo 1959    |
| 25 | Lesson in Violence                        | 26 marzo 1959    |
| 26 | The Promise                               | 2 aprile 1959    |
| 27 | The Injured                               | 9 aprile 1959    |
| 28 | Paradise Gap                              | 16 aprile 1959   |
| 29 | Hired Gun                                 | 23 aprile 1959   |
| 30 | Gunpoint Persuasion                       | 30 aprile 1959   |
| 31 | The Rifle                                 | 7 maggio 1959    |
| 32 | Forty-Five Calibre Law                    | 14 maggio 1959   |
| 33 | Deadfall                                  | 21 maggio 1959   |
| 34 | The Highgraders                           | 28 maggio 1959   |
| 35 | The Wagon Raiders                         | 4 giugno 1959    |
| 36 | Ransom of Rita Renee                      | 11 giugno 1959   |
| 37 | Reluctant Hostage                         | 18 giugno 1959   |
| 38 | The Holdout                               | 25 giugno 1959   |
| 39 | The Last Rebel                            | 16 luglio 1959   |

## The Murderous Sutton Gang
- Prima trasmissione: 2 ottobre 1958
- Regia: Eddie Davis
- Sceneggiatura: Bret Hill

### Trama
Un contadino e sua figlia vengono molestati da una banda di famigerati predoni.
- Interpreti: John Doucette (Wes Sutton), Robert J. Stevenson (Leroy), Dan Sheridan (Buckley), Joan Young (Jaimie Buckley), Jack Hogan (soldato dell'esercito), Charles Maxwell (un predone), Bill Catching (Ennis)

## Breakout
- Prima trasmissione: 9 ottobre 1958
- Regia: John Rich
- Sceneggiatura: Robert E. Thompson

### Trama
In un campo di prigionia dell'Unione, il comandante ha falsificato i registri in modo da poter tenere ancora prigioniero un ex confederato, anche se la guerra è finita.
- Interpreti: Robert H. Harris (maggiore Dawson), Douglas Kennedy (sergente True), Robert Brubaker (sergente Baker), Craig Duncan

## The Maccabites
- Prima trasmissione: 16 ottobre 1958
- Regia: John Rich
- Sceneggiatura: Bruce Geller

### Trama
Una famiglia di Maccabiti, in viaggio con la speranza di raggiungere un nuovo insediamento, viene catturata da una banda di rinnegati.
- Interpreti: Trevor Bardette (John Schroeder), Kaye Elhardt (Naomi), Mark Tapscott (Tranko), Keith Vincent (Joshua Schroeder), Preston Hanson (Cliff), Ray Kellogg (Seth), Bill Catching (Brad)

## The Duelists
- Prima trasmissione: 23 ottobre 1958

### Trama
- Interpreti: Stephen Bekassy (Andre Leroux), Jeanne Vaughn (Monique), Patrick Waltz (Charles Des Ambres), Jason Wingreen (Degnan)

## The Imposters
- Prima trasmissione: 30 ottobre 1958

### Trama
Flagg, Kirby e Sinclair, mentre aiutano una giovane donna a raccogliere denaro dall'esercito per riscattare la sua mucca, si imbattono in un complotto per organizzare una rapina.
- Interpreti: Yvette Vickers (Ellie Winters), Leo Gordon (maggiore Adams), John Parrish (colonnello Anson)

## The Governor
- Prima trasmissione: 6 novembre 1958

### Trama
Una banda di fuorilegge rapisce il governatore e chiede che un componente della loro banda imprigionato venga rilasciato in cambio dell'ostaggio.
- Interpreti: Carlyle Mitchell (governatore Martin Kimbrough), Joan Marshall (Lydia Kimbrough), Russ Bender (colonnello Rayford), William Conrad (Wade Hacker)

## Blood Feud
- Prima trasmissione: 13 novembre 1958
- Regia: David Friedkin
- Sceneggiatura: Bret Hill

### Trama
Tra due famiglie, i Pearce e i Maddox, è in corso una sanguinosa faida, che a un certo punto sfugge di mano.
- Interpreti: Kathleen Crowley (Tess Pearce), Larry Pennell (Creed Pearce), Charles Fawcett (Hays Maddox), Carol Thurston (Abby Pearce), Robert Bryant (Dave Maddox), Troy Melton (Ed Maddox), Edward Wenke (Mace Pearce)

## The Nightbinders
- Prima trasmissione: 20 novembre 1958

### Trama
Alcuni vigilantes incappucciati vengono a sapere che il loro capo li sta sfruttando per ottenere vantaggi personali.
- Interpreti: DeForest Kelley (Lance), Jean Allison (Jan), Jack Hogan (Paul)

## Shadow of the Past
- Prima trasmissione: 27 novembre 1958
- Regia: Henry S. Kesler
- Soggetto: Steve Fisher
- Sceneggiatura: Walter Doniger, Frank Price

### Trama
Un gruppo di disertori dell'esercito degli Unionisti vive in un insediamento. Quando uno di loro crede che Flagg, Kirby e Sinclair siano stati inviati da funzionari del governo per consegnarli alla giustizia e alla probabile condanna, aggredisce Flagg.
- Interpreti: Patrick McVey (Andy), Mitchell Kowal (Buffer), Mary-Robin Redd (Molly), Ed Hinton (capitano Alcorn), Burton Maiser, Bill Catching, Chuck Bail

## Killers at Chocktaw Valley
- Prima trasmissione: 4 dicembre 1958

### Trama
- Interpreti: Robert J. Stevenson (Carl Latham), Ted Jacques (Charles Drake), Connie Buck (ragazza)

## The Counterfeiters
- Prima trasmissione: 11 dicembre 1958
- Regia: Eddie Davis
- Soggetto: Teddi Sherman, George Fass, Gertrude Fass
- Sceneggiatura: George Fass, Gertrude Fass

### Trama
Una banda di falsari approfitta dell'ingenuità dei cittadini quando scambiano il denaro vero con le loro banconote false. Un giorno incontrano una donna e suo fratello che capiscono con chi hanno a che fare ma vengono entrambi feriti.
- Interpreti: John Vivyan (Brink Mantell), Nancy Hadley (Alice Thompson), House Peters Jr. (Pete Terrell), George Aldredge (colonnello Pritchard), Lee Roberts, Raymond Hatton, Ted Markland, John Cason

## Strand of Wire
- Prima trasmissione: 18 dicembre 1958

### Trama
- Interpreti: Roy Barcroft (John Ames), Keith Richards (Connoily), Maurice Wells (James Randolph), Aline Towne (Mollie Randolph)

## The Electioners
- Prima trasmissione: 1º gennaio 1959

### Trama
In una cittadina si sta preparando la campagna elettorale per l'elezione del nuovo primo cittadino e Flagg, Kirby e Sinclair vengono coinvolti loro malgrado.
- Interpreti: Don Haggerty (colonnello Donahue), Jack Wagner (Moss), Carlyle Mitchell (Carlson), Yvette Vickers

## The Scavengers
- Prima trasmissione: 8 gennaio 1959
- Regia: Henry S. Kesler
- Sceneggiatura: Teddi Sherman

### Trama
Durante la ricerca di un marito scomparso, Flagg, Kirby e Sinclair si imbattono in una banda organizzata impegnata a reclutare girovaghi per il servizio marittimo verso Shanghai.
- Interpreti: Ronald Foster (Jeff Lee), Karen Kadler (Mary Ellen Lee), Harlan Warde (Jared Spangler), Mauritz Hugo (Joe Naves), Robert Swan (Stempy), William Vaughan (lo scagnozzo)

## An Eye For an Eye
- Prima trasmissione: 15 gennaio 1959
- Regia: Otto Lang
- Sceneggiatura: Joe Stone, Paul King

### Trama
Ben Hawkins e i suoi figli si rifiutano di lasciare che una famiglia si stabilisca su una loro terra rivendicata come bottino di guerra. Ben presto si scatena una sparatoria che provoca un morto.
- Interpreti: Lon Chaney Jr. (Ben "Pa" Hawkins), Allison Hayes (Ellen Johnston), Richard Emory (Steve Johnston), Lane Bradford (Arnold), Earl R. Sands (Jason), Carol Henry (Sam)

## Double Cross
- Prima trasmissione: 22 gennaio 1959

### Trama
Flagg, Kirby e Sinclair devono salvare Belle Starr da fuorilegge incalliti.
- Interpreti: Jean Willes (Belle Starr), John Reach (Dan), Walter Barnes (maresciallo Kenyon)

## Wilderness Trace
- Prima trasmissione: 29 gennaio 1959

### Trama
- Interpreti: Kenneth MacDonald (Oliver Wentworth), Mike Connors (Randall Garrett), Karen Sharpe (Olivia)

## The Plot to Assassinate President Johnson
- Prima trasmissione: 5 febbraio 1959

### Trama
Flagg, Kirby e Sinclair si imbattono in un complotto per assassinare il presidente Andrew Johnson. Gli assassini sono guidati dal famigerato guerrigliero confederato William Quantrill.
- Interpreti: Broderick Crawford (William Quantrill), Barbara Woodell (Elizabeth Quantrill), Keith Richards (Steves), Don Gordon (Jake)

## The End of Nowhere
- Prima trasmissione: 12 febbraio 1959

### Trama
Alexander Sugrue sta cercando di costruire un progetto rivoluzionario ma scopre che suo figlio Kenyon appone tasse illegali agli agricoltori e ai viaggiatori sulle diligenze non per finanziare il suo sogno, ma in realtà riempiendosi le tasche.
- Interpreti: John Carradine (Alexander Sugrue), John Panish (Carl Marriot), Eugenia Paul (Donna Marriot), Richard Garland (Kenyon Sprague)

## A Matter of Instinct
- Prima trasmissione: 19 febbraio 1959
- Regia: Eddie Davis
- Soggetto: Norman Toback
- Sceneggiatura: Teddi Sherman, Norman Toback

### Trama
Gli agricoltori locali sono vittime di un uomo che, spalleggiato dai suoi uomini, si atteggia ad agente agricolo del governo, costringendoli a coltivare cotone in modo da poterlo rivendere ricavandone profitti per proprio conto.
Interpreti: Steve Brodie (Jason), Penny Edwards (Ellen Fletcher), Gary Vinson (Clayton Fletcher), Pierce Lyden (Derwin), Bill Foster (Dewey), Guy Teague (guidatore del carro), James Winslow (contadino)

## Witness Against the Judge
- Prima trasmissione: 26 febbraio 1959

### Trama
- Interpreti: Oliver McGowan (governatore), Harvey Stephens (giudice Allison), Jack Edwards (maggiore), Joel Riordan (Albert Westcort), Oween Cameron (Sara Jane Westcott)

## End of Track
- Prima trasmissione: 5 marzo 1959

### Trama
In una città di frontiera viene ucciso un Marshal, e i suoi cittadini sono assediati dai fuorilegge. Flagg, Kirby e Sinclair sono incaricati di ristabilire l'ordine.
Interpreti: John Anderson (John Healey), Joan Granville (Martha Healey), Clancy Cooper (Hanson)

## Death Sentence
- Prima trasmissione: 12 marzo 1959

### Trama
- Interpreti: Kasey Rogers (Lenore), John Larch (Ed Mackin), Robert Lynn (giudice Burns)

## The Double Dealers
- Prima trasmissione: 19 marzo 1959

### Trama
- Interpreti: Paula Raymond (Charlotta Drake), Charles Maxwell (Duprez), Tyler McVey (colonnello Thompson)

## Lesson in Violence
- Prima trasmissione: 26 marzo 1959

### Trama
- Interpreti: Dorothy Provine (Holly Morrow), James Seay (Thackeray), Carole Mathews (Dora Thackeray), Veda Ann Borg (Confetti Kate)

## The Promise
- Prima trasmissione: 2 aprile 1959

### Trama
- Interpreti: Barbara Woodell (Idy Kirby), Stuart Randall (James Kirby), Joyce Taylor (Jenny Kirby), Dehl Berti (Blackie), Charles Fredericks

## The Injured
- Prima trasmissione: 9 aprile 1959
- Regia: Robert Florey
- Sceneggiatura: Samuel A. Peeples

### Trama
Flagg, Kirby e Sinclair vengono picchiati nel mezzo della macchia da una banda di desperados, poi i loro cavalli sono presi dagli indiani. Il sergente Sinclair è il meno ferito e per raggiungere la banda intraprende un lungo ed estenuante viaggio attraverso i calanchi, combattendo altri indiani.
- Interpreti: Gerald Mohr (Ben Sabier), Ken Mayer (Jake), Bill Masters (Rule), Lane Bradford (Mike Fenton), Troy Melton (scagnozzo di Felton), Wayne Mallory (Marshal)

## Paradise Gap
- Prima trasmissione: 16 aprile 1959

### Trama
- Interpreti: Jeanette Nolan (suor Celestine), Claudia Barrett (suor Loretta), Helen Kleeb (suor Eugenia), Richard Devon (Sam Blackwell), Dabbs Greer (sceriffo Jenkins)

## Hired Gun
- Prima trasmissione: 23 aprile 1959

### Trama
Kirby si distacca dai suoi compagni d'avventura per recarsi nel paese di Three Rivers per andare a trovare il cugino Sam Hanks.
- Interpreti: Wendell Holmes (Sam Hanks), Joyce Meadows (Rosemarie), John Beradino (Dane), Walter Coy (Sunday)

## Gunpoint Persuasion
- Prima trasmissione: 30 aprile 1959

### Trama
- Interpreti: Lynn Bernay (Margaret Tolen), Leonard Nimoy (Jeff Baker), Harry Lauter (Jacob Nibley), Robert Tetrick (Deke Masters)

## The Rifle
- Prima trasmissione: 7 maggio 1959

### Trama
- Interpreti: Dorothy Ford (Poker Kate Jones), Judson Pratt (Jack McCoy), Warren Oates (Frank Day), Mickey Simpson (Moose Johnson)

## Forty-Five Calibre Law
- Prima trasmissione: 14 maggio 1959

### Trama
- Interpreti: James Westerfield (giudice Tolt), Ted DeCorsia (Kyle Heber), Douglas Henderson (Doc Gorman), Paul Langton (Rudabaugh)

## Deadfall
- Prima trasmissione: 21 maggio 1959

### Trama
- Interpreti: Will Wright (Adam Bunch), Marjorie Hellen (Cleopatra), James Coburn (Judson), Wayne Heffley

## The Highgraders
- Prima trasmissione: 28 maggio 1959

### Trama
- Interpreti: Aline Towne (Maggie Hill), Richard Reeves (Bart Michaels), Russ Conway (Tom Wooley), K.L. Smith

## The Wagon Raiders
- Prima trasmissione: 4 giugno 1959
- Regia: Franklin Adreon
- Sceneggiatura: Samuel A. Peeples

### Trama
Diversi uomini hanno sterminato una famiglia di coloni inoltrandosi in un sentiero che li conduce a una città vicina. Flagg, Kirby e Sinclair ritengono che l'insospettabile proprietario di un emporio sia a capo della banda di famigerati rinnegati.
- Interpreti: Frank Faylan (Daniel Eddiman), Joan Banks (Nora Eddiman), Mimi Gibson (Susan Eddiman), Pitt Herbert (Jake), William Mims (Morrissey), Jim Bannon (Johnson), Eve Cotton (Martha), Rusty Westcoatt (Doby), Chuck Webster (stalliere), Terry Burnham (Molly)

## Ransom of Rita Renee
- Prima trasmissione: 11 giugno 1959
- Regia: Otto Lang
- Sceneggiatura: Joe Stone, Paul King

### Trama
Dopo che il suo cavallo è diventato zoppo, il tenente Kirby sale a bordo di una diligenza che viene presa in consegna da una banda di fuorilegge le cui intenzioni sono di trattenere uno dei passeggeri, Rita Renee, una famosa cantante francese, chiedendo un riscatto.
- Interpreti: Susan Cummings (Rita Renee), John Anderson (Matt Kane), Jack Kruschen (Tully), Tom Gilson (Billy Paul), Roberto Contraeras (Paco), Tom London (l'anziano), Robert Keys (lo scagnozzo), Bill Catching (guidatore della diligenza)

## Reluctant Hostage
- Prima trasmissione: 18 giugno 1959
- Regia: Walter Doniger
- Soggetto: Lee Berg
- Sceneggiatura: Joe Stone, Paul King

### Trama
Flagg, Kirby e Sinclair promettono a un Marshal morente che trasporteranno la sua testimone nella città di Brownswood per testimoniare al processo e salvare la vita di un innocente che sta per essere impiccato per un omicidio che non ha commesso.
- Interpreti: Joanna Moore (Fay Scarlet), Joe Maross (Johnny Dime), Sam Buffington (Ephraim Hoggs), William Tannen (il Marshal), John Durran (Toby), Jack Catron (Hiker)

## The Holdout
- Prima trasmissione: 25 giugno 1959

### Trama
- Interpreti: Jackie Blanchard (Laura), Dennis Moore (Jeff), Bill Henry (Joshua Claggett), Craig Duncan, Ted Mapes

## The Last Rebel
- Prima trasmissione: 16 luglio 1959
- Regia: Walter Doniger
- Sceneggiatura: Samuel A. Peeples

### Trama
Flagg, Kirby e Sinclair arrivano in un avamposto occupato da un ex colonnello confederato e dalla sua banda di ribelli, le cui intenzioni sono di saccheggiare la campagna circostante.
- Interpreti: George Macready (colonnello Moss), Joyce Meadows (Karen Moss), Michael Lane (attendente del colonnello Moss), Bill Catching (la sentinella ribelle), Whitey Hughes (lo scagnozzo ribelle)